# Evangelische Kirche Frohnhausen (Battenberg)

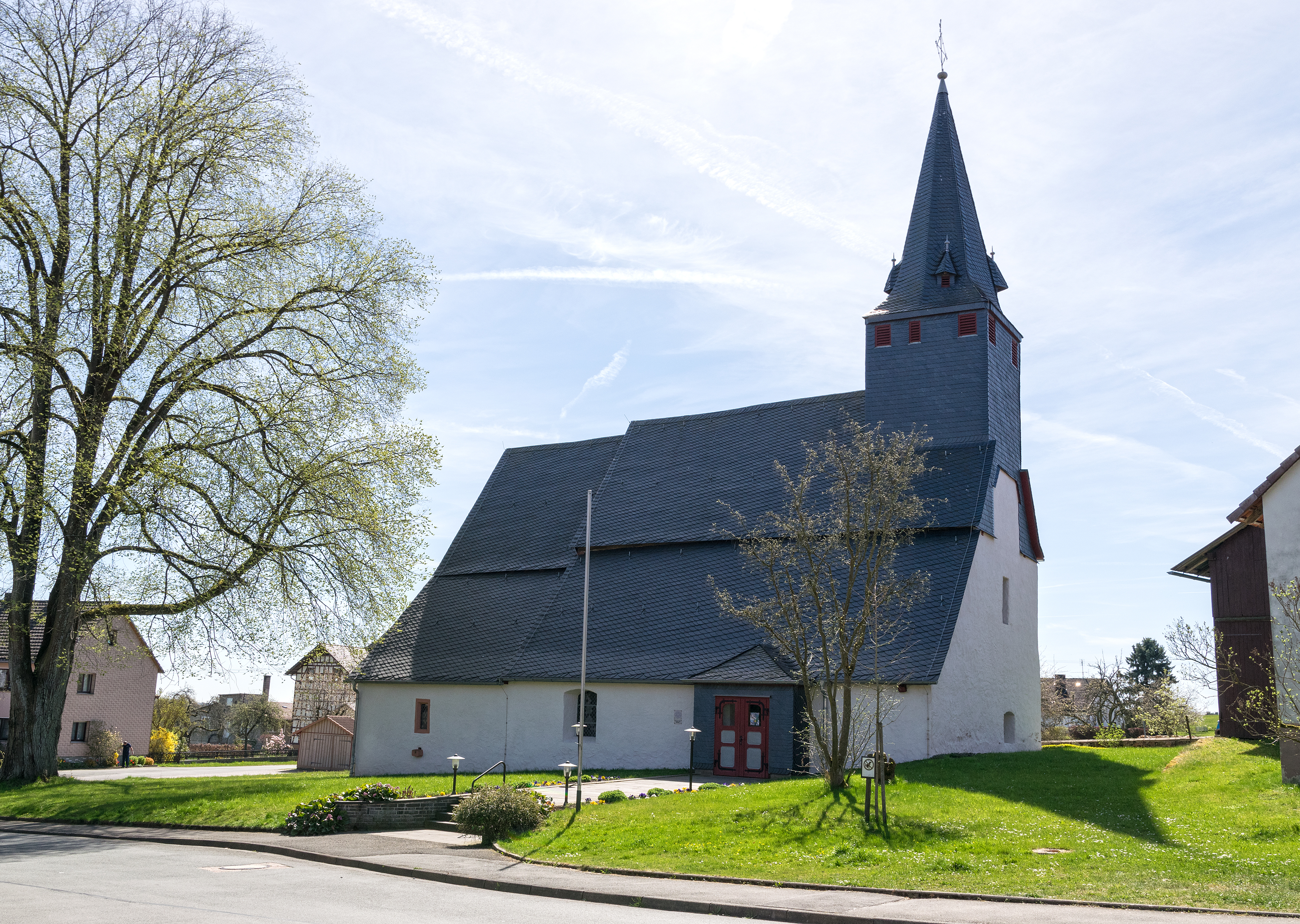
Evangelische Kirche Frohnhausen (Battenberg)

Die Evangelische Kirche Frohnhausen ist ein denkmalgeschütztes Kirchengebäude, das im Ortsteil Frohnhausen der Gemeinde Battenberg (Eder) im Landkreis Waldeck-Frankenberg (Hessen) steht. Die Kirchengemeinde gehört zum Dekanat Biedenkopf-Gladenbach in der Propstei Nord-Nassau der Evangelischen Kirche in Hessen und Nassau.

## Beschreibung
Die Initiative zum Bau der ursprünglich dreischiffigen Basilika im gebundenen System aus dem 12. Jahrhundert, an deren Mittelschiff sich ohne Querschiff ein quadratischer Chor anschließt, wird den Nonnen des Klosters Disibodenberg zugeschrieben. Nach starken Beschädigungen während des Dreißigjährigen Krieges erfolgte die Umgestaltung zur Predigtkirche durch den Abbruch des südlichen Seitenschiffs (die vermauerten Arkaden sind im Innenraum sichtbar), des Westteils des Langhauses und vielleicht auch eines Kirchturms. Kurz nach 1700 erfolgte der Einbau eines hölzernen Gewölbes an Stelle des Kreuzgratgewölbes im Mittelschiff. Das westliche Joch des Kirchenschiffs wurde verkürzt, um einen Unterbau für den quadratischen, verschieferten Dachturm zu schaffen, der mit einem achtseitigen spitzen Helm bedeckt ist. In ihm hängt eine Kirchenglocke aus dem 14. Jahrhundert. Bei der Renovierung 1964 wurden die Emporen entfernt und ein Durchbruch zwischen Sakristei und Chor geschaffen. 
Die Malerei am Chorbogen wurde um 1730 in Grisaille ausgeführt. Die Kanzel wurde um 1700 gebaut. Ein ehemaliges Weihwasserbecken von 1512 wurde im 17. Jahrhundert mit einem Fuß versehen und zum Taufbecken umfunktioniert. 